# 雁田抗英指挥部旧址
雁田抗英指挥部旧址，位于中国广东省东莞市东莞市凤岗镇雁田村，为东莞市的一个省级文物保护单位，类型为近现代重要史迹及代表性建筑，公布时间为2012年10月。
雁田抗英旧址的历史年代为清代。